# 陸軍速成學堂
陸軍速成學堂，也称“通国陆军速成武备学堂”、“陆军协和速成武备学堂”，为清廷于光绪年间设立的新式陆军学堂。 目的是在全国范围内为新式陆军编练提供人才。

## 历史
1904年采用外国学制，清政府练兵处颁布了新定《陆军学堂办法》二十条，规定：陆军学堂分为正课学堂、速成学堂和速成师范学堂三类，其正课学堂仿日本军事教育体系，分为小学堂、中学堂、兵官学堂（未设立）、大学堂二级四等体制的一部分。
陸軍速成學堂开办于1906年。1907年招第一期，1908年毕业。1909年招第二期。共1400余名。毕业1281人。除云南陆军速成学堂外，各省陆军速成学堂停办。陸軍速成學堂在全国范围内招收各省武备学堂、陆军小学堂、讲武堂肆业生、各镇的随营学堂年龄在20-28岁。陆军中学毕业生首先编为步、马、炮、工、辎入伍生队6个月学习基本动作、班教练和野外教练，然后入校分两班：
第一班：有普通学（与军事学相对，包括国文、经史、文法、地理、算学、医学理化及外语等学科）程度者，习军事专科（包括步、马、炮、工、辎重等各学科），学制一年半；
第二班：尚未熟悉普通学的，先习普通学一年，再习军事专科一年半，学制两年半。
然后离校入各镇见习半年，期满合格回校复试，授予排长职务。
陸軍速成學堂经费每年20万两白银，由陆军部承担一半，另一半由各省按照学生省籍人数分摊。104名教官与教员，来自17个省。督办段祺瑞，理办赵理泰陆军中将。监督曲同丰。
1906年陆军速成学堂内专设了留日学生预备班，学员经半年以上培训后，1907年冬送日本军校学习。包括：杨杰、蒋志清、王柏龄、张群等65人。